# Национальная церемония прощания
Национа́льная церемо́ния проща́ния (фр. L'hommage national, hommage de la Nation) — разновидность государственных похорон во Франции, высшая форма посмертных почестей за исключительные военные или гражданские заслуги перед страной.

## Описание

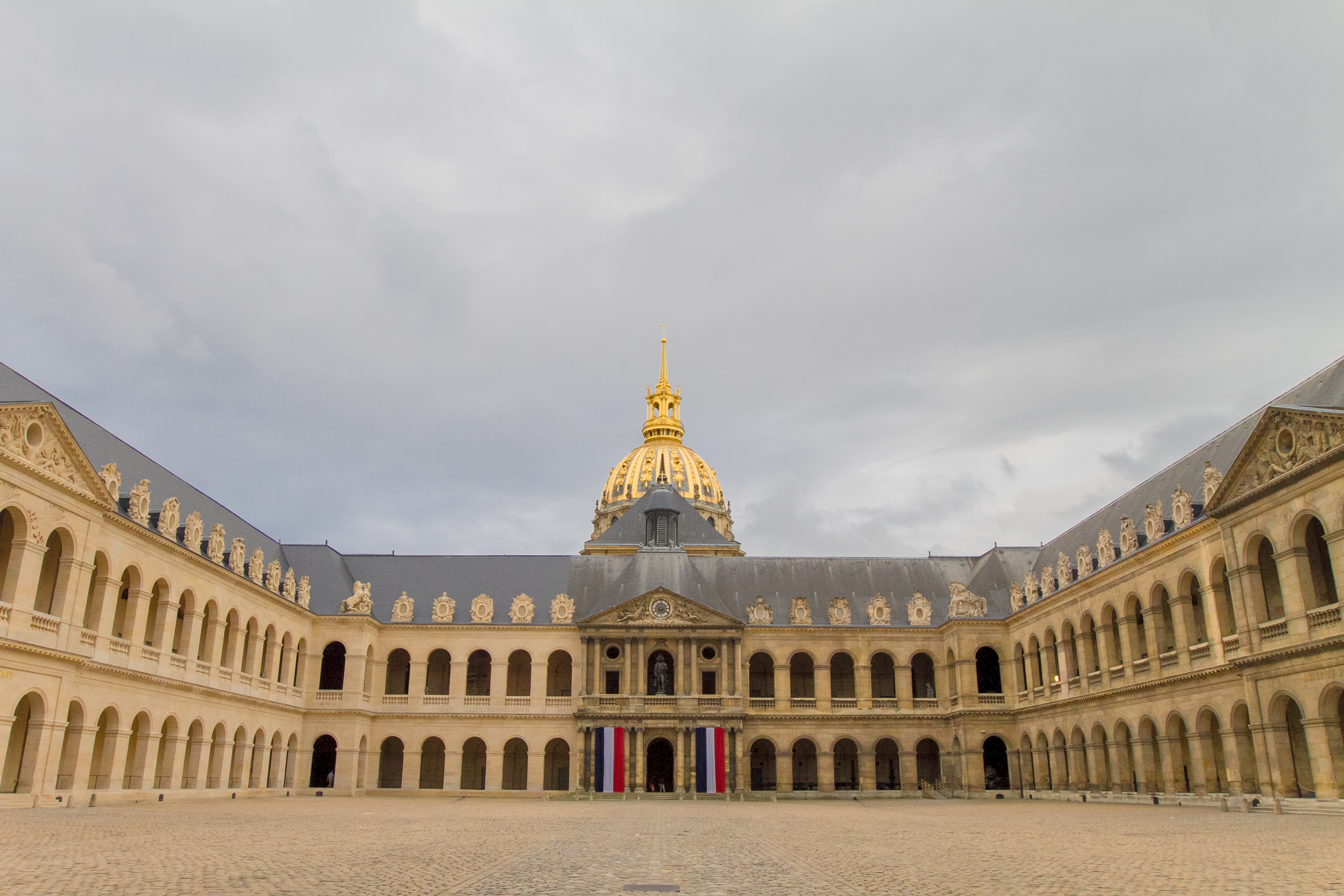
Курдонёр Дома инвалидов в Париже, традиционное место проведения церемонии.

Решение о проведении национальной церемонии прощания принимает президент Франции с официальной публикацией указа в Journal officiel de la République française. Расходы полностью берет на себя государство.
После возвращения праха Наполеона I в 1840 году церемонию традиционно проводят в курдонёре парижского Дома инвалидов согласно воинским ритуалам. Прощание может проходить и в других местах, например, в Пантеоне или в Елисейском дворце (гражданский вариант выбрали, в частности, семьи жертв терактов в Иль-де-Франс в январе 2015 года).
В случае проведения в Доме инвалидов церемония проходит под руководством верховного главнокомандующего (президента) с участием представителей трёх родов войск, военного оркестра и приглашенных гостей. Президент проводит смотр войск, затем произносит речь и прощальное слово над гробом, покрытым национальным флагом, после чего гроб увозят, и военные отдают почести флагу.
По решению властей могут быть проведены и иные мероприятия в государственном масштабе: приспущены флаги, объявлена минута молчания, приостановлена работа государственных учреждений, объявлен национальный траур.
Меньшими по уровню значимости являются национальные похороны (фр. obsèques nationales), которые не требуют указа президента.

## Лица, удостоенные церемонии

### Силовые ведомства

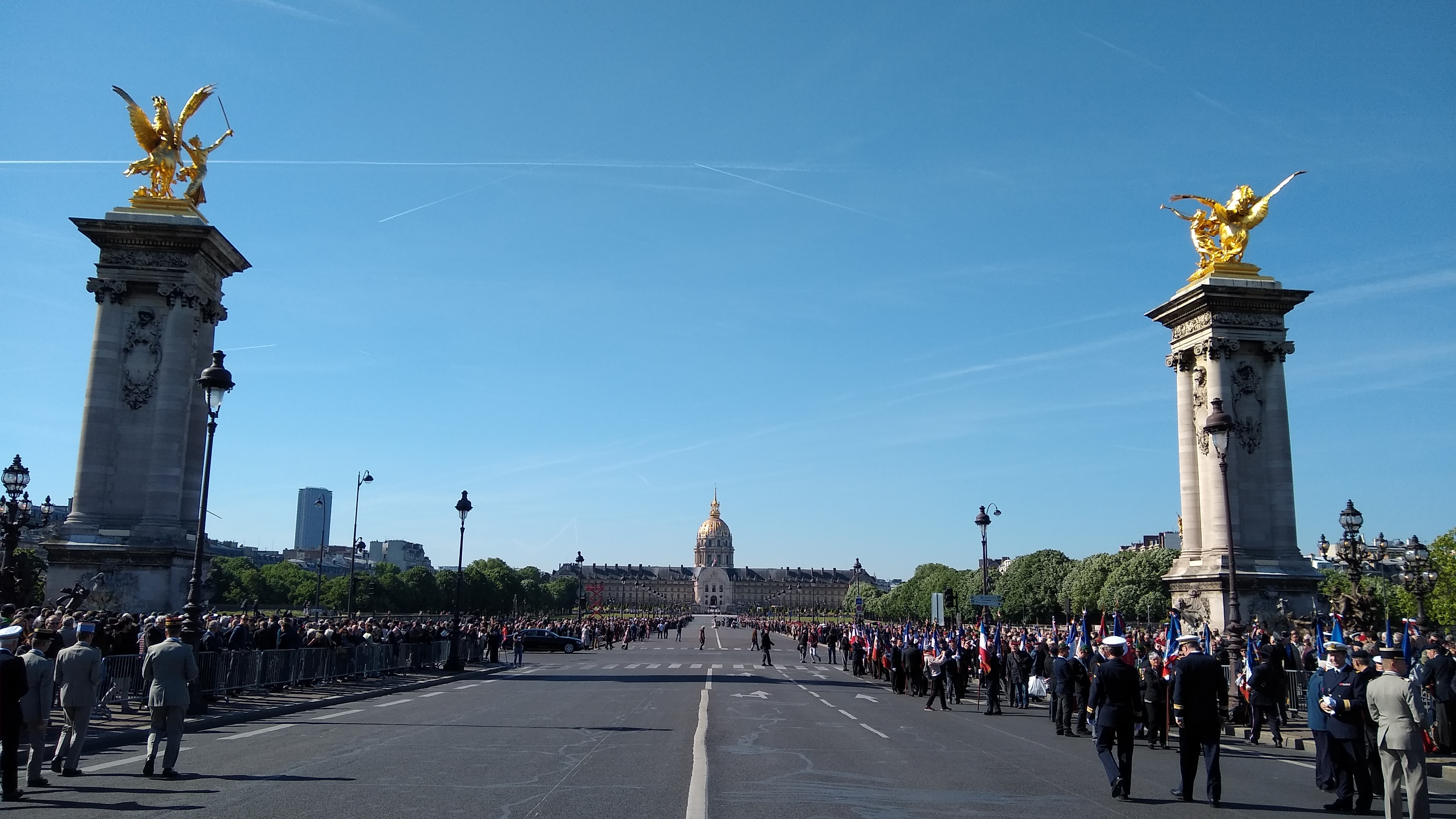
Во время воинской церемонии прощания на мосту Александра III 14 мая 2019 года.

Церемонию национального прощания обычно проводит для военнослужащих и сотрудников силовых ведомств, погибших при исполнении служебных обязанностей во Франции и за рубежом.
Её были удостоены, в частности, погибший в Мали десантник Альберик Ривета, погибший во время теракта на Елисейских полях в 2017 году полицейский Ксавье Жюгеле, полковник жандармерии Арно Бельтрам, добровольно заменивший собой заложников,
Седрик ле Пьерпон и Алена Бертонселло, погибшие в бою при Гором-Гороме на северо-востоке Буркина-Фасо, тринадцать погибших в аварии вертолёта в Мали 26 ноября декабря 2019 года и Максим Бласко, погибший в Мали в ходе операции «Бархан».

### Гражданские лица
Почестей был удостоен целый ряд гражданских лиц: политиков и деятелей культуры, а также жертв террористических актов.
| Дата                  | Имя                                          | Примечания                                                        |
| --------------------- | -------------------------------------------- | ----------------------------------------------------------------- |
| При Жаке Шираке       |                                              |                                                                   |
| 30 июня 1997 года     | Жак-Ив Кусто                                 | Исследователь Мирового океана и изобретатель.                     |
| 13 ноября 2000 года   | Жак Шабан-Дельмас                            | политик, премьер-министр Франции (1969—1972).                     |
| При Николя Саркози    |                                              |                                                                   |
| 11 января 2010 года   | Филипп Сеген                                 | Политик, председатель Национального Собрания Франции (1993—1997). |
| 19 марта 2012 года    | Пьер Шёндёрффер                              | Кинорежиссёр и писатель.                                          |
| При Франсуа Олланде   |                                              |                                                                   |
| 7 марта 2013 года     | Стефан Фредерик Эссель                       | Дипломат, правозащитник.                                          |
| 11 июня 2013 года     | Пьер Моруа                                   | Политик, премьер-министр Франции (1981—1984).                     |
| 15 апреля 2014 года   | Доминик Боди                                 | Политик, писатель, омбудсмен.                                     |
| 2 января 2015 года    | Робер Шамбейрон                              | Политик, участник Движения Сопротивления.                         |
| 3 июля 2015 года      | Шарль Паскуа                                 | Политик и бизнесмен, министр внутренних (1986—1988 и 1993—1995).  |
| 27 ноября 2015 года   | Жертвы теракта 13 ноября 2015 года в Париже. | Жертвы теракта 13 ноября 2015 года в Париже.                      |
| 7 июля 2016 года      | Мишель Рокар                                 | Политик, премьер-министр Франции (1988—1991).                     |
| При Эмманюэле Макроне |                                              |                                                                   |
| 5 июля 2017 года      | Симона Вейль                                 | Политик, писатель, председатель Европарламента (1979—1982).       |
| 8 декабря 2017 года   | Жан Д’Ормессон                               | Писатель, философ и дипломат.                                     |
| 12 июля 2018 года     | Клод Ланцман                                 | Журналист и кинорежиссёр-документалист.                           |
| 5 октября 2018 года   | Шарль Азнавур                                | Шансонье, композитор, поэт, писатель.                             |
| 29 сентября 2019 года | Жак Ширак                                    | Политик, президент Франции (1995—2007).                           |
| 28 февраля 2020 года  | Жан Даниэль                                  | Писатель и журналист.                                             |
| 21 октября 2020 года  | Самюэль Пати                                 | Учитель истории и географии, убитый исламистом.                   |
| 26 ноября 2020 года   | Даниэль Кордье                               | Историк, участник Движения Сопротивления.                         |
| 9 сентября 2021 года  | Жан-Поль Бельмондо                           | Актёр и режиссёр.                                                 |
| 15 октября 2021 года  | Юбер Жермен                                  | Политик, участник Движения Сопротивления.                         |
| 27 апреля 2022 года   | Мишель Буке                                  | Актёр театра и кино.                                              |
| 1 июня 2022 года      | Франсуаза Рудецки                            | Правозащитница, организатор помощи жертвам терроризма.            |